# Neumarkt in der Steiermark
Neumarkt in Steiermark est une municipalité du district de Murau en Styrie depuis début 2015. Elle a été créée dans le cadre de la réforme structurelle des municipalités en Styrie à partir des anciennes communes indépendantes de Dürnstein in der Steiermark, Neumarkt in Steiermark, Kulm am Zirbitz, Mariahof, Perchau am Sattel, Sankt Marein bei Neumarkt et Zeutschach.